# Bekannter Versender
Als Bekannter Versender (engl. Known Consignor) wird der Status beschrieben, den Unternehmen bisher für sich beanspruchen konnten und der sie dazu berechtigt, sogenannte "sichere" Luftfracht zu versenden. Seit dem 29. April 2013 gilt dieser Status nicht mehr. Unternehmen mussten sich bis zu diesem Datum vom Luftfahrt-Bundesamt neu validieren lassen, um den neuen Status des behördlich anerkannten "bekannten Versenders" (bV) zu erhalten. Ein Unternehmen, das bis zu dieser Frist nicht erneut validiert war, muss die jeweilige Luftfracht von einem dafür geeigneten Dienstleister gesondert prüfen, röntgen und freigegeben lassen, bevor es in ein Luftfahrzeug verladen werden darf. Somit entsteht für den Versender neben erhöhten Frachtkosten das Risiko von Lieferverzögerungen.

## Hintergründe
Die Terroranschläge vom 11. September 2001 sowie der weltweite Alarm nach den Sprengstoff-Funden vom Oktober 2010 (manipulierte Farbpatronen in einem Drucker) führten dazu, dass die Sicherheitsbestimmungen für Luftfrachtsendungen deutlich verschärft wurden.
Die neuen Vorschriften der EU (VO EG 300/2008 und VO EU 185/2010) sollen zu „sicheren Lieferketten“ führen. Das Luftfahrt-Bundesamt setzt diese Verordnungen in Form des Verfahrens „behördlich anerkannter Bekannter Versender“ und „Reglementierter Beauftragter“ um.

## Inhalt
Durch die Neuregelungen sollen im Wesentlichen folgende Punkte sichergestellt werden:
- Schutz der Luftfracht vor unbefugtem Zugriff
- Einsatz von überprüftem, besonders geschultem Personal
- Sicherung der Verpackungen gegen Manipulation und Zugriff
- Sendungsbezogene Sicherheitserklärung
- Sicherstellung der Sicherheitsanforderungen für die gesamte Transportkette

## Die wichtigsten Maßnahmen
Folgende Punkte sind elementare Bestandteile auf dem Weg zur Validierung als "behördlich anerkannter Bekannter Versender"
- Antrag auf Validierung beim Luftfahrt-Bundesamt
- Bestimmung eines Luftsicherheitsbeauftragten und dessen Stellvertreters
- Zuverlässigkeitsprüfung des Luftsicherheitsbeauftragten und dessen Stellvertreters
- Absolvierung der 35-Stunden-Schulung zum Luftsicherheitsbeauftragten
- Absolvierung der 6 Unterrichtseinheiten-Schulung für Personal, das Sicherheitskontrollen durchführt. Diese Schulung ist gemäß Durchführungsverordnung (EU) 2015/1998, Kap. 11.2.3.9. sowie nach Vorgaben des Modulsystemes des LBA durchzuführen. Das Luftfahrt-Bundesamt hat diese Schulung mit 6 Unterrichtseinheiten a 45 Minuten definiert (siehe dazu Modulsystem auf der Homepage des LBA).
- Absolvierung der 3 Unterrichtseinheiten-Schulung des Betriebspersonals, welches lediglich mit identifizierbarer Luftfracht in Berührung kommen kann. Dies gilt seit dem 29. November 2013 aufgrund der Verordnung (EU) 1116/2013, die nun die Schulung gemäß Kapitel 11.2.7. vorschreibt. Das Luftfahrt-Bundesamt hat diese Schulung mit 3 Unterrichtseinheiten a 45 Minuten definiert.
- Erstellung eines Sicherheitsprogramms
- Einreichung des Sicherheitsprogramms beim Luftfahrt-Bundesamt
- Durchführung der erfolgreichen Auditierung durch das Luftfahrt-Bundesamt